# Jadowniki Rycerskie

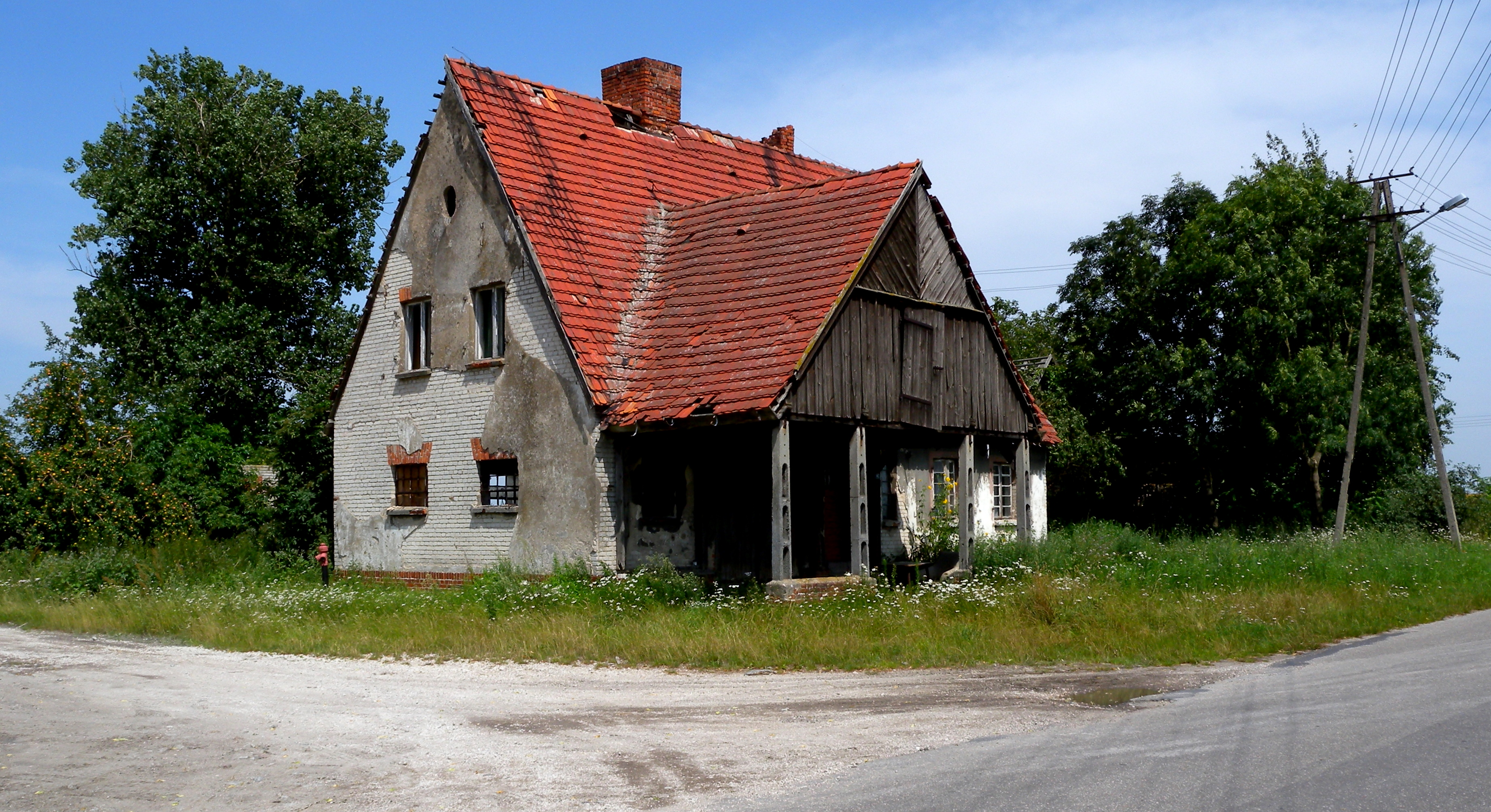
Jadowniki Rycerskie (2009)

Jadowniki Rycerskie – wieś w Polsce położona w województwie kujawsko-pomorskim, w powiecie żnińskim, w gminie Żnin.
W latach 1954–1961 wieś należała i była siedzibą władz gromady Jadowniki, po jej zniesieniu w gromadzie Żnin-Wschód. W latach 1975−1998 miejscowość administracyjnie należała do województwa bydgoskiego. Według Narodowego Spisu Powszechnego Ludności i Mieszkań z 2021 roku liczba ludności we wsi Jadowniki Rycerskie to 383, z czego 49,9% mieszkańców stanowią kobiety, a 50,1% ludności to mężczyźni. Jest ósmą co do wielkości miejscowością gminy Żnin.